# Joseph West Ridgeway

Joseph West Ridgeway

Colonel Sir West Ridgeway GCB, GCMG, KCSI (* 16. Mai 1844 in High Roding, Essex; † 16. April 1930 in London) war ein britischer Beamter, Kolonialgouverneur und Manager der North Borneo Chartered Company.

## Leben
Joseph West Ridgeway wurde in High Roding, Essex geboren. Nach seinem Schulabschluss in der Londoner St. Paul’s School schlug Ridgeway 1860 die Offizierslaufbahn in der Infanterie der Bengalischen Armee ein. Während seiner Dienstzeit in Indien heiratete er 1881 Carolina Ellen „Lina“ Bewicke. Sein einziges Kind, die Tochter Violet Aline Ridgeway, wurde 1882 geboren.
Nach seiner militärischen und politischen Karriere in Indien und Ceylon ließ er sich in London nieder. Er gewann hohes Ansehen als langjähriger Aufsichtsratsvorsitzender der North Borneo Chartered Company. Daneben ließ er sich zweimal – allerdings ohne Erfolg – für die Wahlen zum britischen Unterhaus in den Wahlkreisen City of London und London University aufstellen.
Ridgeway starb am 14. April 1930 in London.

### Militärische Karriere
Ridgeway trat am 4. Dezember 1860 in die Armee ein. 1862 erlangte er den Rang eines Leutnants. 1864 wurde er im Rang eines Oberstleutnants zu Sir Peter Stark Lumsden, K.C.B. versetzt, der mit der Grenzsicherung der North West Frontier an der Grenze zu Afghanistan betraut war.
1869 schied er im Rang eines Captain aus dem aktiven Infanteriedienst aus und erhielt einen zivilen Posten alsTinder Secretary to the Government of India in the Foreign Department in Shimla, Britisch-Indien.
Im Dezember 1880 wird er zum Major ernannt und erhält im März 1881 in Anerkennung seiner Verdienste gegen die Stämme in den Naga-Bergen den Ehrenrang Major and Brevet Lieutenant Colonel. Die Beförderung zum „echten“ Lieutenant-Colonel erhält er im Dezember 1886.
Sein offizieller Abschied aus dem Britischen Militärdienst wurde am 27. August 1889 bekanntgegeben.

### Britischer Kolonialdienst
Am 15. Oktober 1885 wurde Ridgeway die Leitung über die Indische Sektion einer russisch-britischen Kommission übertragen, die die nördliche Grenze von Afghanistan zwischen Heri-Rud und dem Fluss Oxus festlegen soll. 1886 wurde er Chief Commissioner mit dem Aufgaben und Befugnissen eines Provinzgouverneurs.
1887 wurde er zum Untersekretär für Irland, also dem Leiter der britischen Administration in Irland, ernannt, ein Amt, das er von 1887 bis 1892 innehatte. Danach war er Vizegouverneur der Isle of Man von 1893 bis 1895.
Von Februar 1896 bis November 1903 war er Gouverneur von Ceylon, dem heutigen Sri Lanka. In dieser Funktion war er an der Anklageerhebung wegen Sodomie und Kindesmissbrauch gegen Hector Archibald MacDonald, dem Kommandeur der britischen Truppen in Ceylon beteiligt. Ridgeway ordnete die Rückkehr MacDonalds nach London an, darauf bedacht, den zu erwartenden Riesenskandal zu verhindern: „Einige, eigentlich sogar die meisten seiner Opfer … sind die Söhne der angesehensten Männer der Kolonie, Briten genauso wie Einheimische“, schrieb er und notierte, dass er die lokale Presse davon überzeugen konnte, stillzuhalten, damit „nicht noch mehr Schmutz ans Licht kommt“.

### North Borneo Chartered Company
Sir West Ridgeway wurde im Jahr 1906 in den Aufsichtsrat der North Borneo Chartered Company gewählt und übernahm 1910 in Nachfolge des verstorbenen William Clarke Cowie das Amt des Verwaltungsratsvorsitzenden. Bis zu seinem Rücktritt im Jahr 1926 ordnete er die Verwaltung Nord Borneos neu. Es gelang ihm, die bis dahin stagnierende Einwanderung der als Arbeitskräfte dringend benötigten Chinesen zu verbessern und er legte den Grundstein zur Verbesserung der Infrastruktur des Landes durch die Erschließung mit neuen Straßen. Seine liberale Auffassung in der Verwendung der Gelder der Company – er investierte die Gewinne am liebsten in neue, betriebswirtschaftlich wenig durchdachte Projekte – stieß bei den Gesellschaftern hingegen auf wenig Gegenliebe. Als Montstuart Elphinstone, einer der Direktoren, schließlich das wahre Ausmaß der Geldverschwendung enthüllte, musste Ridgeway 1926 seinen Posten für Generalmajor Sir Neill Malcolm räumen.
Ab 1920 nahm er außerdem Aufgaben im Aufsichtsrat der British Borneo Timber Company wahr.

## Auszeichnungen
Nach seiner Versetzung zur afghanischen Grenzkommission wurde Colonel Ridgeway am 20. Juli 1885 zum „Knight Commander“ im britischen Ritterorden „Order of the Star of India“ erhoben und durfte fortan den Titel Sir vor seinem Namen führen.
Am 30. September 1887 erfolgte die Aufnahme als gewöhnliches Mitglied in den Bath-Orden. Am 13. Januar 1891 wurde er in der Hierarchie des Ordens zum „Knights Commander“ befördert.
Am 1. Januar 1900 wurde er schließlich im Rang eines „Knights Grand Cross“ in den Order of St Michael and St George aufgenommen.